# كاريل كابلان
كاريل كابلان (بالتشيكية: Karel Kaplan)‏ هو مؤرخ تشيكي، ولد في 28 أغسطس 1928 في هورني يلني ‏ في التشيك.